# 北斗晶 対 神取忍戦
北斗晶 対 神取忍戦（ほくとあきら たい かんどりしのぶせん）は、1993年に横浜アリーナと両国国技館にてそれぞれ行われた女子プロレスの試合である。全日本女子プロレス（全女）の北斗晶とLLPWの神取忍が対戦し、プロレスルールを超えた壮絶な流血喧嘩マッチを繰り広げたことで、勝敗を超えた名勝負としてファンの間で長く語り継がれている。

## 対戦に至る経緯
1990年代初頭の日本プロレス界は、インディーズの増加によって多団体化が進むとともに、団体の垣根を越えた交流戦が行われるようになり、それまで対戦のなかったレスラー同士の刺激的なカードが実現した。北斗対神取戦は、所属団体や個人のプライドをかけた闘いの中から生まれた。
神取忍は柔道家として世界選手権3位などの実績を残し、1986年ジャパン女子プロレスに入団。団体のエースだったジャッキー佐藤をセメントマッチで下し、ジャパン女子解散後はLLPWのエースとして活躍していた。柔道で磨いた関節技を得意とし、「女子プロレス界最強説」が流布していた。
北斗晶は1985年に全女でデビュー。ボーイッシュなベビーフェイスとして人気があったが、1992年のメキシコ遠征を機に髪を金髪に染め、ヒールに転向した。負けん気の強さと歯に衣を着せぬマイクパフォーマンスで存在感を放っていた。
1992年9月19日、FMWの横浜スタジアム大会に北斗とブル中野が参戦し、これを節目に女子プロレス界は団体対抗戦の流れに突入する。11月26日、全女の川崎市体育館大会でプレ・オールスター戦が行われ、LLPWの風間ルミ・神取忍・ハーレー斎藤がリングサイドで観戦。北斗がリング上から「おい、神取、試合がしたいんだったら上がってこいよ」と挑発し、北斗率いるラス・カチョーラス・オリエンタレスが対LLPW戦に立つという図が描かれた。神取はジャパン女子時代、全女の長与千種との対戦を要望しながら実現しなかった因縁があった。その神取が発した「今の全女には興味がない」というコメントを、北斗は不快に思っていた。
LLPWは団体間の合意もなく対抗戦に引き入れられたため、全女フロントに不信感を持っていた。レスラー兼社長の風間は、神取の商品価値に傷がつくようなマッチメイクを警戒していたが、川崎で挑発を受けた時には北斗というレスラーのことを全く知らず、そのくらいの相手なら神取が負けるはずがない、と思ったという。
北斗は「自称最強」と挑発を繰り返して神取を怒らせ、横浜アリーナで行われる女子オールスター戦での一騎打ちに向けて、危ういムードを煽っていった。大会前の合同記者会見では、神取が「横浜では骨の一本も折ってやるよ」と豪語し、北斗がコップの水を浴びせると神取は履いていた靴を投げつけ、両者が乱闘寸前で睨み合った。

## 試合

### 初戦（横浜アリーナ）
1993年4月2日、全女創立25周年記念として、全女・LLPW・JWP・FMWの4団体が参加し、横浜アリーナで女子プロレス初のオールスター興行「ALL STAR DREAMSLAM 〜全女イズ夢☆爆発!〜」が開催された。北斗晶 対 神取忍のシングルマッチは『デンジャラス・クイーン決定戦ー横浜極限ー』と銘打ち、セミファイナルのカードとなった。この試合は「時間無制限・リングアウトなし」の完全決着ルールで行われた。
ふたりは試合開始のゴングが鳴ってもリング中央で罵り合い続けたが、北斗がふいに右ストレートを放ち神取がダウン。神取は腕固めで逆襲し、北斗はリング下に転落。左肩を脱臼して悶絶し、セコンドが肩を入れ直した。さらに、北斗は本部席の机にパイルドライバーで落とされ、額から大流血。顔面と金髪が赤く染まった。神取は脇固めや足首固めでフィニッシュを狙うが、北斗は懸命に身体をねじり、ロープブレイクに逃げた。その後、場外戦で神取も額から流血し、白いリングマットを朱に染める壮絶な潰し合いとなった。
終盤はプロレスらしい技の応酬となり、神取がパワーボム、スリーパー式ジャイアントスイングを出せば、北斗も捨て身の空中技で対抗。北斗の必殺技ノーザンライトボムも決め手とならず、最期はふたたび両者が殴り合い、クロスカウンター気味のパンチで神取がダウン。北斗が這うように身体をかぶせて3カウントを奪い、熱戦に終止符を打った。血まみれの北斗はフラフラになりながら「神取、おまえはプロレスの心がない。プロレスはプロレスを愛する者しかできない。柔道かぶれのお前に負けてたまるか!」とマイクで言い放った。
30分を超す試合に勝利した北斗には「デンジャラスクイーン」の称号が与えられ、一躍女子プロレス界のトップレスラーに登り詰めた。
なお、この大会は午後6時に始まったが、セミファイナル開始時点で午後11時を過ぎており、メインイベントの豊田真奈美・山田敏代組 対 工藤めぐみ・コンバット豊田組の試合が終了したのは午前0時18分だった。観客は半分も残っておらず、試合が終わった後、豊田真奈美と山田は泣きながら控室に戻ったとロッシー小川が後に語った。また、多くの「帰宅難民」を生み出してしまったため、翌日に全女の営業が新横浜駅に始末書を持って謝罪しに行った。

### 試合後
試合後、明け方に北斗がロッシー小川へ電話で、『顔にこんな傷ができてしまって、もうプロレスなんてやりたくない』と吐露した。
1週間後の4月11日、大阪府立体育館でオールスター第2戦「ALL STAR DREAMSLUM 大阪超時代宣言!!」が行われ、北斗晶・アジャコング組 対 神取忍・イーグル沢井組が対戦。神取は横浜で脱臼した北斗の左肩にふたたび腕固めを仕掛け、レフェリーストップで勝利し、北斗と神取の戦いは1勝1敗となった。
8月25日、日本武道館大会で風間ルミを下した北斗は神取を呼び出し、12月に両国大会のシングルで決着をつけようと提案。北斗は「この試合に選手生命をかけて戦う」と宣言した。

### 再戦（両国国技館）
1993年12月6日に東京両国国技館にて行われた「国技館超女伝説St.FINAL」のメインイベントで「デンジャラス・クイーン 東京裁判」と銘打って再戦が行われた。試合開始を待てないように殴り合いが始まり、北斗が口から流血。北斗が関節技や絞め技を狙うと、神取は藤原喜明直伝の一本足頭突きやキックで反撃。北斗が場外でのノーザンライトボム、神取が雪崩式タイガードライバーと危険な技を繰り出すも決め手とならず、最後はふたたび顔面の殴り合いとなり、神取のアッパーカット2連発で北斗がダウンし、神取が3カウントを奪った。
試合後、全女のセコンドについたラス・カチョーラス・オリエンタレスのメンバー、下田美馬・三田英津子は泣き叫んでいた。神取は「本当にプロレスを愛してるんだったら、引退なんて言葉懸けんじゃねえよ」とたしなめたが、北斗は「あたしの気持ちは変わらない」と答えてリングを降りた。
年末に行われた女子プロレス大賞授賞式で、北斗はMVPを初受賞した。

### タッグ結成
1994年1月、北斗は記者会見で11月に行われる女子プロレス初の東京ドーム興行を最後に引退することを表明した。東京ドームまでは対抗戦2試合にスポット参戦し、カウントダウンマッチを行うことになった。
1994年3月27日、初対決から1年後の横浜アリーナ大会で、北斗のFINALカウントダウン第1戦が行われ、ファン投票により北斗と神取がタッグを組み、ブル中野・アジャコング組と戦うドリームマッチが組まれた。北斗と神取は顔も見合わせず入場し、試合開始後もタッチの際にいがみ合うような険悪なムードだったが、終盤はタッグチームらしいカットプレーや連携技が出るようになり、最後は神取がスリーパーでアジャを弱らせてから、北斗がノーザンライトボムで仕留めて勝利した。試合後のインタビューで、神取は自分が柔道から引退する時にこういう場はなかったので、北斗に最期を飾らせてやりたかったと心境を語った。

## その後
1994年11月、東京ドームで行われた「憧夢超女大戦」の「V☆TOP WOMAN日本選手権トーナメント」に北斗が出場。負ければ即引退という状況で決勝まで勝ち上がり、アジャコングを破り優勝した。その控室では神取と北斗が揉めて、神取が北斗の腹を殴るという事件が起きた。神取は北斗が約束したことを破ったので、殴ったあとトイレに連れて行って説教した、そうしたら北斗が「ごめんなさい」と謝った、と語っている。
北斗は東京ドーム大会ののち、引退を撤回した。その後、新日本プロレスの佐々木健介との結婚・GAEA JAPANへの移籍・出産を経て、2002年まで現役を続けた。
北斗との抗争で名を上げた神取は「ミスター女子プロレス」と称され、1998年には全女の象徴だったWWWA世界シングル王座の赤いベルトを奪取した。その後、LLPW代表就任や参議院議員活動を経て、30年後も現役を続けている。なお、神取が女子レスラーの中で唯一認めているのはブル中野であり、自身のベストマッチは北斗との試合ではなく、ブルとのチェーンデスマッチ（1994年7月14日東京体育館）だと述べている。
2005年3月、NOAH武道館大会のセミファイナル、天龍源一郎・鈴木みのる組 対 秋山準・森嶋猛組の試合で、北斗と神取が11年ぶりに対峙した。天龍が「鬼嫁」キャラに変貌した北斗をセコンドに付け、それを聞いた秋山が神取にセコンドを依頼して実現した。試合中、場外乱闘の場面で両者が一触即発となる場面もあった。
試合から30年近く経った2022年に、神取が自身のInstagramを更新し、ジャンボ堀の還暦セレモニーで撮った北斗との2ショット写真を投稿し、話題となった。一方、北斗は「神取選手と仲良くしたいとは思っていない、テレビの共演オファーが来ても全部断っている、なぜかというと、それも青春の宝ですから」と語っている。